# Concílio de Örebro
O Concílio de Örebro (em sueco:  Örebro kyrkomöte) foi realizado em 1529 na cidade sueca de Örebro.
Foi dirigido por Laurentius Andreæ, secretário do rei Gustavo Vasa, e apoiado pelo clérigo reformador Olaus Petri.

Foi um dos primeiros concílios ocorridos depois do início da Reforma Protestante na Suécia (1527-1593).

Juntamente com o Concílio de Uppsala em 1536, estabeleceu a nova ordem religiosa de cariz luterano, mais tarde confirmada no Concilio de Uppsala em 1593.